# A Single Man
A Single Man és una pel·lícula estatunidenca dirigida per Tom Ford i estrenada l'any 2009.	
És la primera pel·lícula dirigida per Tom Ford, fins aleshores conegut per la seva feina com a modista de Gucci. Està basada en la novel·la homònima de Christopher Isherwood, una novel·la que va resultar molt innovadora en el moment de la seva publicació (1964) per presentar la vida quotidiana d'un homosexual, fins al punt de considerar-se una fita en el moviment d'alliberament gai. Ford va adquirir els drets de la novel·la d'Isherwood el 2007 amb intenció de dirigir-la. Així mateix, també és coguionista (al costat de David Scearce) i coproductor de la pel·lícula, que es va començar a rodar a finals d'octubre de 2008 en localitzacions de Califòrnia, en concret a Los Angeles i Pasadena. Es va estrenar el 2009 i té com a protagonista l'actor Colin Firth, que va guanyar la Copa Volpi a la millor interpretació masculina en el 66è Festival de Venècia. El film també va rebre el premi Queer Lion. A single man es va exhibir posteriorment al Festival Internacional de Cinema de Toronto (2009).

## Argument
Los Angeles any 1962, en el punt àlgid de la crisi dels míssils cubans. George Falconer (Colin Firth) és un professor universitari britànic homosexual de 52 anys que lluita per trobar sentit a la seva vida després de la mort del seu company sentimental, Jim (Matthew Goode). George rememora el passat i no aconsegueix veure el seu futur, especialment en un dia en el qual una sèrie de successos i trobades el porten en última instància a decidir si la vida té sentit després de Jim. George rep consol de la seva amiga més íntima, Charley (Julianne Moore), una bellesa de 48 anys que també lluita amb els seus propis dubtes sobre el futur. Un jove estudiant, Kenny (Nicholas Hoult), que està intentant acceptar la seva autèntica naturalesa, s'apropa a George perquè veu en ell un esperit afí.

## Repartiment
- Colin Firth: George
- Julianne Moore: Charlotte
- Nicholas Hoult: Kenny
- Matthew Goode: Jim
- Jon Kortajarena: Carlos
- Ryan Simpkins: Jennifer Strunk
- Ginnifer Goodwin: Sra. Strunk
- Paul Butler: Christopher Strunk
- Paulette Lamori: Alva
- Teddy Sears: Sr. Strunk
- aron Sanders]: Tom Strunk

## Premis i nominacions

### Oscars
| Any  | Categoria    | Persona     | Resultat |
| ---- | ------------ | ----------- | -------- |
| 2009 | Millor actor | Colin Firth | Candidat |

### Globus d'Or
| Any  | Categoria                    | Persona           | Resultat  |
| ---- | ---------------------------- | ----------------- | --------- |
| 2009 | Millor actor dramàtic        | Colin Firth       | Candidat  |
| 2009 | Millor actriu secundària     | Julianne Moore    | Candidata |
| 2009 | Millor banda sonora original | Abel Korzeniowski | Candidat  |

### BAFTA
| Any  | Categoria                          | Persona         | Resultat  |
| ---- | ---------------------------------- | --------------- | --------- |
| 2009 | Millor actor                       | Colin Firth     | Guanyador |
| 2009 | Millor vestuari                    | Arianne Philips | Candidata |
| 2009 | Premi Orange a l'estrella emergent | Nicholas Hoult  | Candidat  |

### Premis del Sindicat d'Actors
| Any  | Categoria    | Persona     | Resultat |
| ---- | ------------ | ----------- | -------- |
| 2009 | Millor actor | Colin Firth | Candidat |